# Droga wojewódzka nr 278
Droga wojewódzka nr 278 (DW278) – droga wojewódzka o długości 88 km, łączącą Szklarkę Radnicką (DW276), z (DK12), we Wschowie.
Droga położona jest w całości na terenie województwa lubuskiego. Biegnie przez powiat krośnieński oraz na terenie powiatu zielonogórskiego, nowosolskiego i wschowskiego.

## Dopuszczalny nacisk na oś
Na całej długości drogi nr 278 dopuszczalny jest ruch pojazdów o nacisku pojedynczej osi do 8 ton.

## Historia numeracji
Na przestrzeni lat trasa posiadała różne oznaczenia:
| Numer | Przebieg drogi               | Lata obowiązywania | Źródło | Uwagi                                  |
| ----- | ---------------------------- | ------------------ | --- | -------------------------------------- |
| 278   | Szklarka Radnicka - Sulechów | 1986 - 2008        | - Uchwała nr 192 Rady Ministrów z dnia 2 grudnia 1985 r. w sprawie zaliczenia dróg do kategorii dróg krajowych. - Rozporządzenie Rady Ministrów z dnia 15 grudnia 1998 r. w sprawie ustalenia wykazu dróg krajowych i wojewódzkich. | W latach 1986–1998 jako droga krajowa. |
| 317   | Sulechów - Wschowa           | 1986 - 2008        | - Uchwała nr 192 Rady Ministrów z dnia 2 grudnia 1985 r. w sprawie zaliczenia dróg do kategorii dróg krajowych. - Rozporządzenie Rady Ministrów z dnia 15 grudnia 1998 r. w sprawie ustalenia wykazu dróg krajowych i wojewódzkich. | W latach 1986–1998 jako droga krajowa. |
| 278   | Szklarka Radnicka - Wschowa  | 2008 - nadal       | - Zarządzenie nr 74 Generalnego Dyrektora Dróg Krajowych i Autostrad z dnia 2 grudnia 2008 r. |                                        |

## Miejscowości leżące przy trasie DW278

### województwo lubuskie
- Szklarka Radnicka (DW276)
- Będów
- Nietkowice
- Bródki
- Brody (DW280)
- Pomorsko (DW281)
- Laskowo
- Mozów
- Sulechów (DK3) (E65) i (DK32)
- Kruszyna
- Radowice
- Trzebiechów
- Swarzynice
- Klenica (DW313)
- Wirówek
- Bojadła (DW282)
- Kartno
- Strumiany
- Strumianki
- Konotop (DW315)
- Lubiatów
- Lubogoszcz
- Sława (DW318), obwodnica
- Stare Strącze (DW319)
- Wygnańczyce
- Tylewice
- Przyczyna Górna
- Wschowa (DK12)